# Thuế thương vụ

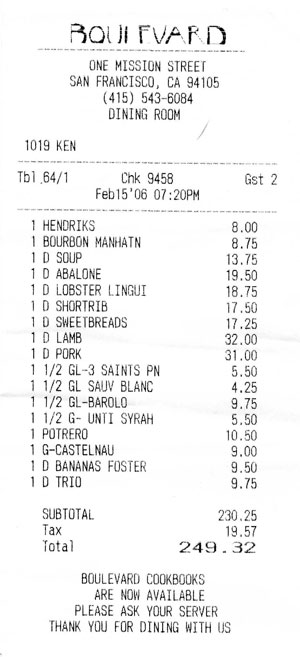
Biên lai ghi nhận 8,5% thuế thương vụ

Thuế thương vụ là loại thuế trả cho cơ quan quản lý trên cơ sở doanh thu buôn bán một số loại hàng hóa và dịch vụ nhất định. Thông thường, luật pháp cho phép người bán thu tiền thuế từ người tiêu dùng tại điểm mua hàng.
Khi người tiêu dùng trực tiếp nộp thuế hàng hóa hoặc dịch vụ cho cơ quan quản lý, thì được gọi là thuế sử dụng. Luật thường quy định việc miễn thuế bán và sử dụng một số hàng hóa hoặc dịch vụ như thực phẩm, giáo dục và thuốc men. Thuế giá trị gia tăng (VAT) thu trên hàng hóa và dịch vụ liên quan đến thuế thương vụ. 

## Phân loại
Thuế thương vụ thông thường hoặc thuế bán lẻ đánh vào việc bán một loại hàng hóa cho người tiêu dùng cuối và thuế sẽ được tính mỗi khi mặt hàng đó được bán lẻ. Hàng hóa mà đã bán cho doanh nghiệp sau đó được bán lại thì không bị tính thuế. Người mua mà không phải là người dùng cuối thì thường được cơ quan thuế cấp cho "chứng nhận bán lại" và được yêu cầu cung cấp chứng nhận (hoặc mã ID) cho người bán tại điểm mua hàng, cùng với thông báo rằng mặt hàng đó là để bán lại. Đối với mỗi mặt hàng được bán cho người mua không có giấy chứng nhận và những người thuộc thẩm quyền của cơ quan thuế thì sẽ được tính thuế theo cách khác.
Các loại thuế thương vụ khác hoặc các loại thuế tương tự như:
- thuế thương vụ của nhà sản xuất là thuế đánh vào việc bán tài sản cá nhân hữu hình từ nhà sản xuất và nhà cung cấp
- Thuế bán buôn là thuế đánh vào việc buôn bán tài sản cá nhân hữu hình dưới dạng đóng gói và dán nhãn để sẵn sàng cho việc vận chuyển hoặc giao cho người dùng cuối và người tiêu dùng.
- Thuế bán lẻ là thuế đánh vào việc bán lẻ tài sản cá nhân hữu hình cho người tiêu dùng cuối và người dùng công nghiệp.[3]
- Thuế tổng thu nhập là thuế được đánh trên tất cả doanh thu của một doanh nghiệp. Loại thuế này đã từng bị chỉ trích vì gây ra hiệu ứng "xếp tầng" hoặc "kim tự tháp", tức là một mặt hàng bị đánh thuế nhiều lần khi mặt hàng đó đi từ nơi sản xuất đến nơi bán lẻ cuối cùng.[4]
- Thuế tiêu thụ đặc biệt là thuế áp dụng cho một loạt sản phẩm như xăng hoặc rượu, thường được áp dụng đối với nhà sản xuất hoặc người bán buôn hơn là đối với người bán lẻ.[5]
- Thuế sử dụng là thuế áp trực tiếp vào hàng hóa mua mà không có thuế thương vụ, chung quy là các mặt hàng được mua từ một nhà cung cấp không thuộc thẩm quyền của cơ quan thuế (như nhà cung cấp ở tiểu bang khác). Thuế sử dụng thường được các bang gán với thuế thương vụ nhưng thường chỉ được thực thi đối với các mặt hàng lớn như ô tô và tàu thuyền.[6]
- Thuế tiêu thụ đặc biệt đối với doanh thu chứng khoán là một loại thuế đánh vào việc mua bán chứng khoán.[7]
- Thuế giá trị gia tăng (VAT) là thuế được tính trên tất cả các lần bán hàng, do đó tránh được việc cần đến hệ thống chứng nhận bán lại. Để tránh trường hợp phân tầng thuế xảy ra, người ta chỉ áp dụng thuế đối với phần chênh lệch ("giá trị gia tăng") giữa giá trả của người mua đầu tiên và giá trả của mỗi người mua tiếp theo của cùng một mặt hàng.[8]
- FairTax là một loại thuế thương vụ liên bang được đề xuất, nhằm thay thế cho thuế thu nhập liên bang của Hoa Kỳ.[9]
- Thuế kim ngạch, tương tự như thuế thương vụ, nhưng được áp dụng cho hàng hóa trung gian và có thể là vốn như một loại thuế gián thu.[10]

## Thương mại điện tử
Thuế thương vụ đối với người mua hàng trực tuyến được tính theo một cách khác. Nhìn chung là có bốn loại hình thương mại điện tử: trung gian, bán lẻ, doanh nghiệp với doanh nghiệp và phương tiện truyền thông. Tất cả loại hình kể trên đều bị ảnh hưởng bởi phản ứng của người tiêu dùng đối với thuế thương vụ. Người tiêu dùng đúng ra là phải trả thuế thương vụ khi thực hiện các giao dịch qua biên giới tiểu bang, nhưng việc thực thi các giao dịch này trên thực tế vốn là điều không thể. Do đó, các cửa hàng bán lẻ trực tuyến đã có một lợi thế khác biệt là họ không phải tính thuế thương vụ. Điều này đã khiến nhiều nhà kinh tế phải xem xét mức độ nhạy cảm của người tiêu dùng khi nhắc đến thuế thương vụ. Trong khi một số nhà nghiên cứu đã kết luận được rằng xác suất mua hàng trực tuyến có độ co giãn cao với thuế thương vụ rơi vào khoảng 2,3, nhưng những nhà nghiên cứu khác lại cho thấy những con số nhỏ hơn, rơi vào khoảng 0,5. Điều đó có nghĩa là việc thực thi thuế thương vụ trực tuyến sẽ có những ảnh hưởng không đáng kể đến tổng doanh số bán hàng.

## Tác động
Các nhà kinh tế tại Tổ chức Hợp tác và Phát triển Kinh tế đã nghiên cứu tác động của các loại thuế đối với tăng trưởng kinh tế của các quốc gia phát triển trong OECD và nhận thấy rằng thuế thương vụ là một trong những loại thuế ít gây hại nhất cho tăng trưởng.
Bởi vì thuế suất thuế thương vụ không thay đổi dựa trên thu nhập hay sự giàu có của một cá nhân nên thuế thương vụ thường được coi là thuế lũy thoái. Tuy nhiên, có ý kiến cho rằng bất cứ tác động lũy thoái nào của thuế thương vụ cũng có thể được giảm thiểu, ví dụ như bằng cách bỏ tiền thuê nhà, hoặc miễn các mặt hàng "cần thiết", như thực phẩm, quần áo và thuốc men. Investopedia định nghĩa thuế lũy thoái là "thuế chiếm tỷ lệ phần trăm từ những người có thu nhập thấp nhiều hơn là từ những người có thu nhập cao. Thuế lũy thoái nói chung là một loại thuế được áp dụng thống nhất." Điều này đồng nghĩa với việc những người có thu nhập thấp sẽ phải chịu tác động của thuế lũy thoái một cách nặng nề hơn."

### Khu vực
Thuế thương vụ cao hơn được chứng minh là có nhiều tác động khác nhau đối với nền kinh tế khu vực. Với mức thuế cao hơn, nhiều người tiêu dùng bắt đầu xem xét lại nơi họ mua sắm. Theo một nghiên cứu được thực hiện ở Minnesota và Wisconsin, nơi thuế thương vụ với thuốc lá được tăng lên, ảnh hưởng của thuế thương vụ cao hơn không được thể hiện ngay lập tức trong doanh số bán hàng, mà là khoảng sáu tháng sau khi thuế gia tăng. thuế thương vụ cao có thể được sử dụng để giảm thiểu thuế tài sản nhưng chỉ khi thuế tài sản giảm xuống sau đó. Các nghiên cứu cho thấy mối tương quan này được thực hiện ở Georgia vì các thành phố ở đây tăng thuế thương vụ và giảm thuế tài sản. Để chống thất thoát doanh số, một thành phố phải có khả năng thu hút người tiêu dùng nhập khẩu để mua hàng hóa tại địa phương. Nếu thuế thương vụ khu vực quá cao, người tiêu dùng sẽ đi đến các khu vực khác để mua hàng.

### Thực thi thuế với bán hàng từ xa
Tại Hoa Kỳ, mọi tiểu bang có luật thuế thương vụ đều đi kèm với thuế sử dụng áp dụng cho các giao dịch mua hàng từ các nhà cung cấp dịch vụ gửi thư ngoài tiểu bang, bản tổng kê và thương mại điện tử, hay được gọi là "bán hàng từ xa". Trong những năm gần đây, khi doanh số thương mại điện tử tăng trưởng, việc không tuân thủ thuế sử dụng đã có tác động ngày càng lớn đến doanh thu của nhà nước. Văn phòng Ngân sách Quốc hội ước tính rằng thuế sử dụng chưa thu đối với việc bán hàng từ xa trong năm 2003 có thể lên tới 20,4 tỷ đô la. Thuế sử dụng chưa thu đối với việc bán hàng từ xa dự kiến sẽ lên tới 54,8 tỷ đô la vào năm 2011.
Tuy nhiên, việc thực thi thuế đối với bán hàng từ xa là rất khó khăn. Trong một tiểu bang, nhà cung cấp sẽ không phải đóng thuế cho tiểu bang trừ khi họ có vị trí thực tế hoặc mạng lưới ở tiểu bang đó.  Hạn chế này đã được Tòa án Tối cao xác định là một phần của Điều khoản Thương mại Dormant trong quyết định năm 1967 về vụ National Bellas Hess kiện Illinois. Nỗ lực nhằm yêu cầu nhà cung cấp thương mại điện tử Delaware thu thuế North Dakota đã bị tòa án lật tẩy trong quyết định năm 1992 về Quill Corp. v. North Dakota. Cho đến nay, nhiều quan sát viên và bình luận viên đã chất vấn về quyết định của Quốc hội khi cho thông qua phép thử mối quan hệ hiện diện vật lý này, dù vẫn chưa thành công.
Đạo luật Tự do Thuế Internet năm 1998 đã thành lập một ủy ban để nghiên cứu khả năng đánh thuế trên Internet, nhưng ủy ban không đưa ra bất kỳ khuyến nghị chính thức nào. Trong một báo cáo ban hành năm 2003, Văn phòng Ngân sách Quốc hội đã cảnh báo về gánh nặng kinh tế của một "hệ thống thuế đa dạng, đặc biệt là đối với các doanh nghiệp nhỏ".
Trong một nỗ lực nhằm giảm bớt gánh nặng tuân thủ luật thuế của nhiều khu vực pháp lý, Dự án thuế thương vụ hợp lý đã được tổ chức vào tháng 3 năm 2000. Những nỗ lực hợp tác trong dự án này của 44 chính quyền tiểu bang và Quận Columbia cuối cùng đã tạo ra Thỏa thuận thuế thương vụ hợp lý và Thuế sử dung vào năm 2010. Thỏa thuận này thiết lập các quy định cần thiết cho các luật thuế thương vụ được đơn giản hóa và thống nhất. Tính đến tháng 12 năm 2010, 24 tiểu bang đã thông qua luật phù hợp với thỏa thuận. Việc thuế thương vụ hợp lý có thể thực sự được áp dụng cho bán hàng từ xa hay không phụ thuộc vào sự ủng hộ của Quốc hội, bởi vì quyết định năm 1992 của vụ Quill kiện North Dakota xác định rằng chỉ Quốc hội Hoa Kỳ mới có thẩm quyền ban hành thuế giữa các tiểu bang.

### Tác động của thương mại điện tử
Hoạt động kinh doanh thương mại điện tử cũng có thể bị ảnh hưởng bởi thuế tiêu thụ. Kinh doanh điện tử  được chia thành bốn loại như sau: bán lẻ, trung gian, doanh nghiệp với doanh nghiệp và phương tiện truyền thông (Goldfarb 2008). Mỗi hạng mục bị ảnh hưởng ở một mức độ khác nhau. Các bên trung gian bị ảnh hưởng bởi thuế bán lẻ vì thuế bán lẻ cung cấp các nền tảng để chuyển đổi giữa các bên khác nhau (như thị trường Amazon). Các giao dịch giữa doanh nghiệp với doanh nghiệp sẽ được đặt trong các trường hợp khác nhau tùy vào việc trường hợp đó có bị đánh thuế ở Mỹ hay không. Hàng hóa thương mại điện tử thường được đánh thuế khác nhau, đặc biệt là trên các số liệu thống kê ở Hoa Kỳ. Các bang khác nhau có quy định về thuế thương vụ riêng, ví dụ như một số bang sử dụng luật thuế thương vụ tiêu chuẩn riêng đối với hàng hóa kỹ thuật số và một số bang có luật cụ thể cho chúng. Rất khó để thực thi thuế cho thương mại điện tử, đặc biệt là cho các giao dịch hàng hóa kỹ thuật số đa quốc gia.
Tác động của thuế thương vụ đối với hành vi của người tiêu dùng và người sản xuất cũng khá lớn. Độ co giãn theo giá của nhu cầu đối với các sản phẩm trực tuyến cao, nghĩa là người tiêu dùng đặc biệt quan tâm đến giá cả, khi giá cả có sự thay đổi nhỏ thì nhu cầu của họ cũng thay đổi một cách đáng kể. Điều này đồng nghĩa với việc gánh nặng thuế chủ yếu thuộc về người sản xuất. Để tránh làm thay đổi nhu cầu, nhà sản xuất sẽ cố hết sức để tránh thuế bằng cách di dời nơi xử lý đơn hàng của họ đến các khu vực không có thuế thương vụ cao hoặc họ sẽ nội bộ hóa chi phí thuế thương vụ bằng cách tính cho người tiêu dùng cùng một mức giá nhưng trả thuế từ lợi nhuận họ có được.